# حالت نیمه‌فاولر

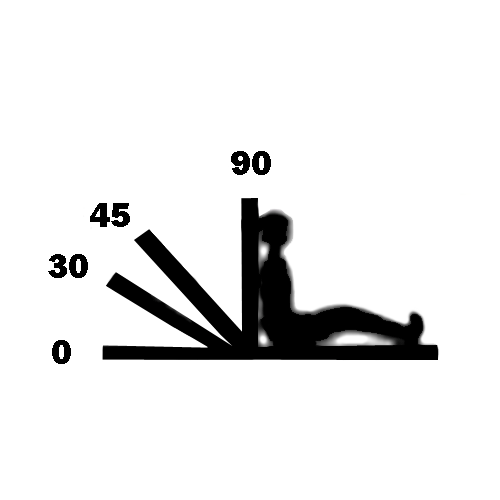
حالت نیمه‌فاولر، در بازه ۳۰ تا ۴۵ درجه تشکیل می‌شود.

حالت نیمه‌فاولر (به انگلیسی: Semi Fowler's position) بیان‌کننده حالتی است که در آن بالاتنه بیمار با زاویه ۳۰ تا۴۵ درجه، قبل یا بعد از عمل بر روی تخت جراحی قرار می‌گیرد.
- بیمار ابتدا به حالت طاق‌باز بر روی تخت قرار گرفته و سپس با زاویه دادن به تخت آن را به ۴۵ درجه نزدیک می‌کنند.
- قرارگیری زانوهای بیمار بر روی تخت زاویه‌دار می‌باشد.[۲]
- دست‌ها بر روی بالش هم راستا با تخت یا بر روی جادستی قرار می‌گیرند. باید اطمینان یافت که دست‌های بیمار حرکات تنفسی را محدود نکند.
- برای جلوگیری از افتادگی پاهای بیمار تخته‌ای در زیر آن‌ها قرار می‌دهیم.
- اتصال شانه‌گیر این اجازه را به شما می‌دهد که تنهٔ بیمار را به صورت عمودی قرار دهید و از افتادگی شانه‌ها به دو طرف جلوگیری نمایید. شانه‌گیر در طرف سر پدی دارد که از حرکت سر به جلو و دو طرف جلوگیری می‌کند.[۳]

## کاربرد
جراحی‌های جمجمه، شانه، گوش، کرانیوتومی

## نقاط در معرض فشار
کتف، برجستگی استخوان نشیمن‌گاهی، دنبالچه، عصب سیاتیک، ناحیهٔ کمر، زانوها (عصب زانویی)، باسن‌ها و پاشنهٔ پا که همه را باید توسط بالشتک‌ها و پدها، محافظت کنیم.

## توجهات فیزیولوژیکی
- این پوزیشن باعث تجمع خون در نیمه تحتانی بدن می‌شود.

تجمع خون در پاها و تنه می‌تواند باعث افت فشار وضعیتی، کاهش خون رسانی به مغز و
DVT (ترومبوز وریدهای عمقی) شود، برای جلوگیری از این وضعیت از داروهای ضد انعقادی و بانداژ الاستیکی در پاها استفاده می‌کنیم.
- اگر سینوس وریدی باز شود احتمال ایجاد آمبولی هوا زیاد می‌شود (به خصوص در عمل کرانیوتومی)، در این حالت ما باید ناحیهٔ مورد نظر را با سرم نرمال سالین خیس کنیم تا مانع جذب هوا شویم.
- در تمام پوزیشن‌ها، بیمار در این پوزیشن از نظر تنفسی کمتر دچار مخاطره می‌شود.
- بعد از پایان یافتن عمل جراحی بیمار باید آرام به حالت اولیه باز گردد.[۵]